# فالي (منطقة تشب)
فالي (بالإنجليزية: Valy (Cheb District))‏ هي municipality in Czech Republic تقع في التشيك في مقاطعة خب. يقدر عدد سكانها بـ 420 نسمة ومساحتها 4.28 كم2 وترتفع عن سطح البحر 555 متر.